# Alice (ordinateur)
Pour les articles homonymes, voir Alice.

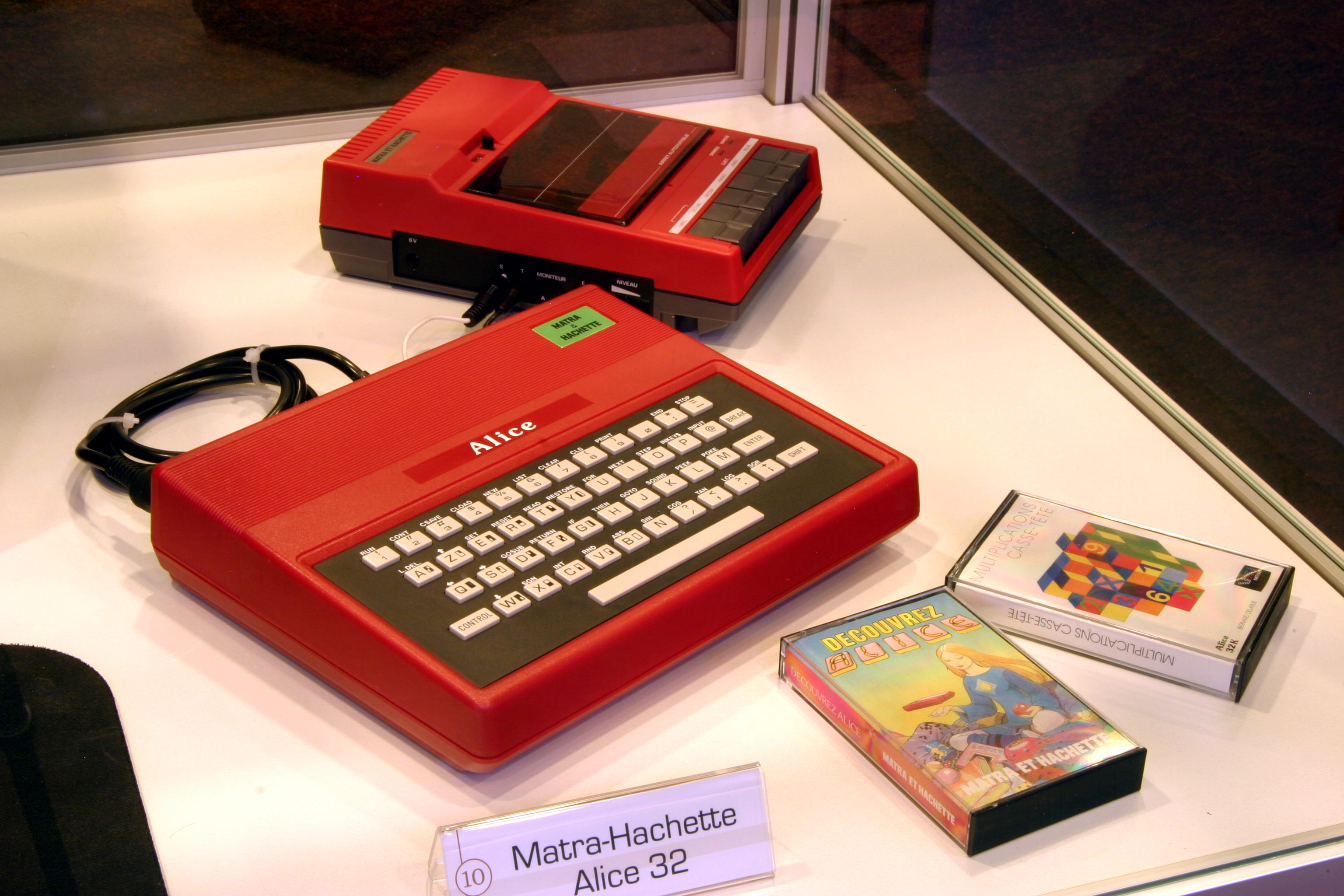
Alice 32 et le lecteur de cassette

Alice est un micro-ordinateur fabriqué par l'entreprise française Matra-Hachette, vendu à partir de 1983. C'est un clone d'un micro-ordinateur américain de la firme Tandy, le MC-10.
Il est construit autour du microcontrôleur MC6803P Motorola (parfois sous le nom « EF6803P » de Thomson) à 0.89 MHz (fréquence interne de fonctionnement). Il y a eu 3 modèles de cet ordinateur : l'entrée de gamme avec les Matra Alice (dit 4k), les Alice 32 puis Alice 90. Les Matra Alice 4k avaient un contrôleur graphique Motorola 6847 (équipant également les TRS-80 Coco 1 et 2, Les Dragon 32/64, NEC PC 6000 et Acorn Atom) et les Alice 32 et 90 étaient équipés d'un contrôleur graphique EF9345.
Il dispose dans sa version initiale de 4 ko de mémoire vive, d'une interface série, d'un bus d'extension et d'une sauvegarde sur cassette audio externe.
Un petit clavier est intégré à l'unité centrale. Celle-ci affiche ses résultats sur une télévision, via une prise péritel comme beaucoup de micro-ordinateurs de sa génération.
Il se programme comme la plupart des autres micro-ordinateurs de l'époque en langage BASIC ainsi qu'en assembleur pour les versions 32 et 90.
Une évolution d'Alice a été proposée en 1984 sous la référence Alice 32, dans un boitier quasiment identique, la différence réside essentiellement dans la quantité de mémoire vive 8 ko et 16 ko de mémoire morte et les possibilités d'affichage de 320 x 250 pixels en mode graphique et 25 lignes de 80 caractères en mode texte avec le contrôleur graphique EF9345 (en). Il était vendu environ 1 200 francs. En 1985, un dernier essai est réalisé, Alice 90, cette fois facilement reconnaissable grâce à un design bien particulier. Du fait de la différence de coprocesseur graphique entre l'Alice 4k et l'Alice 32/90, ainsi que de la RAM, les logiciels écrits en assembleur pour l'une ou l'autre des machines étaient incompatibles entre eux, bien qu'ils eussent le même microprocesseur. En revanche, les programmes écrits en Basic 1.0 restaient relativement compatibles, sous réserve que les instructions propres à l'Alice 32/90 ne fussent pas utilisées.
Matra tenta de commercialiser une nouvelle machine via le plan informatique pour tous, l'Alice 8000. Thomson obtint le marché et les Alice 8000 déjà fabriqués (probablement 250 cartes mères et 125 ordinateurs) furent en partie détruits. Quelques exemplaires existent chez des collectionneurs.
En France, une vingtaine de jeux commerciaux et une trentaine de logiciels éducatifs ou d'initiation ont été produits pour les Alice 32/90 en tirant profit de leurs meilleures capacités graphiques que les Alice 4k.
Du fait de la compatibilité de l'Alice 4k avec le TRS-80 MC-10, sa logithèque est très fournie, les logiciels 100% Basic pouvant être compatibles avec les Alice 32/90.

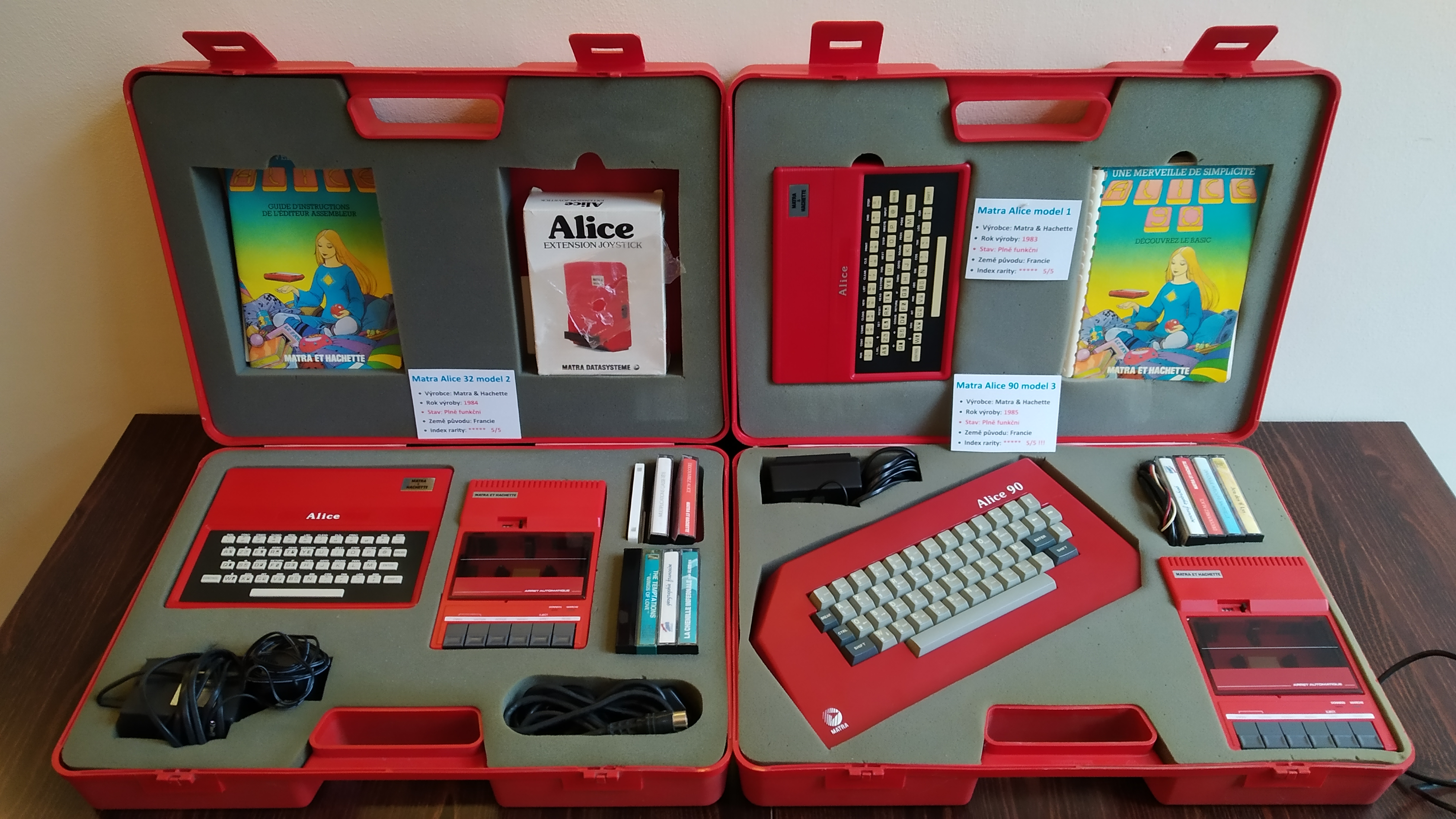
Matra Alice, Alice 32 & Alice 90 en coffrets.
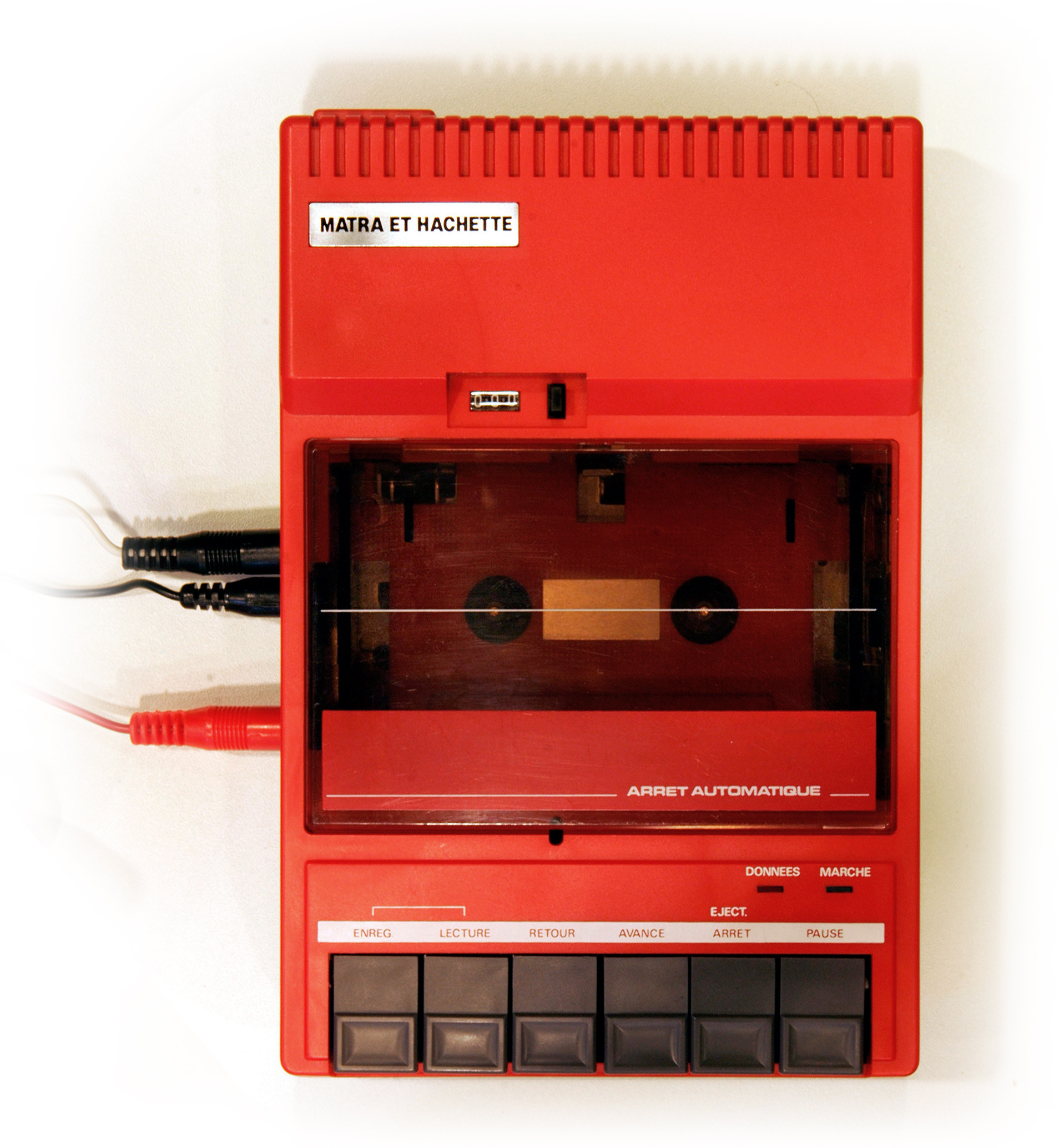
lecteur de cassette